# キア・エンタープライズ
エンタープライズ（Enterprise, ハングル: 엔터프라이즈）は大韓民国の自動車メーカー起亜自動車が生産していた準大型車であり、マツダ・ルーチェをベースとしたポテンジャと入れ替わる形で登場した。
マツダ・センティア（2代目、HE系）をベースにしているが、搭載されるエンジンはベース車とは異なり、3.0Lのほかに2.5Lと3.6Lも用意されていた。グレードは搭載されるエンジンに応じて「CEO」「SUMMIT」「SL」「デラックス」の4種が用意された。
外観は大部分においてセンティアのデザインを踏襲しているが、細部は異なり、キアオリジナルとなっている。とはいえ、後部がトヨタ・クラウンマジェスタ（初代）に酷似している。
2001年にフロント周りとCIマークを中心としたマイナーチェンジを図るも、2003年にオピラスが登場したことにより、廃止された。